# Niederelbehütte
Die Niederelbehütte ist eine Schutzhütte der Sektion Hamburg und Niederelbe des Deutschen Alpenvereins. Sie liegt im österreichischen Bundesland Tirol in der Verwallgruppe auf einer Höhe von 2310 m ü. A. und ist von Juli bis September bewirtschaftet.

## Geschichte
Die Hütte wurde in den Jahren 1930 und 1931 von der Sektion Niederelbe des DuOeAV erbaut. Anfang der 1960er-Jahre wurde zur leichteren Beförderung von Gütern eine Materialseilbahn errichtet. Im Zuge der Erweiterungen in den Jahren 1966 und 1967 wurden ein Elektrizitätswerk errichtet, die Gaststube ausgebaut und eine Zentralheizung und eine Kalt- und Warmwasserversorgung installiert. Im Jahr 2001 wurden Dach und Fenster erneuert. Seit der Fusion der Sektionen Hamburg und Niederelbe zur Sektion Hamburg und Niederelbe des DAV im Jahr 2005 ist diese Eigentümer. Die Niederelbehütte trägt das Umweltgütesiegel für Alpenvereinshütten.

## Zugänge
Die Hütte ist erreichbar mit Bahn und Bus über Landeck nach Kappl im Verwall oder mit dem Auto direkt bis Kappl, von dort weiter zu Fuß,
- vorbei am Alpengasthof Dias in zwei bis drei Stunden,
- vom Ortsteil Ulmich aus durch das Fatlartal (auch das Blumental genannt), in ca. drei Stunden,
- über Sinsen am Sessladbach entlang über die untere Sessladalm auch in drei Stunden,
- mit der Diasbahn auf die Dias und von dort in zwei Stunden über den Kieler Höhenweg oder über den Fahrweg durchs Sessladtal.

## Gipfelbesteigungen
- Fatlarspitze (2986 m), Gehzeit: 3 Stunden
- Rucklekopf (2864 m), 2½ Stunden
- Seßladspitze (2949 m), 2½ Stunden
- Madaunspitze (2961 m), 3 Stunden
- Kreuzjochspitze (2919 m), 2½ Stunden
- Kappler Kopf (Hausberg von Kappl, 2404 m), ca. ½ Stunde

## Übergänge zu anderen Hütten
- Kieler Wetterhütte (2809 m) Gehzeit ca. 2 Stunden
- Edmund-Graf-Hütte (2384 m) Gehzeit ca. 4 Stunden
- Darmstädter Hütte (2408 m) über Sedlaßjoch – Gehzeit ca. 5 Stunden
- Darmstädter Hütte (2408 m) über Kieler Wetterhütte – Gehzeit ca. 6 Stunden